# Yeoryos Tsiompanidis
Yeoryos Tsiompanidis –en griego, Γεώργιος Τσιομπανίδης– (26 de abril de 1984) es un deportista griego que compitió en remo. Ganó dos medallas en el Campeonato Europeo de Remo, en los años 2007 y 2008.

## Palmarés internacional
| Campeonato Europeo | Campeonato Europeo | Campeonato Europeo | Campeonato Europeo |
| Año                | Lugar              | Medalla            | Prueba             |
| ------------------ | ------------------ | ------------------ | ------------------ |
| 2007               | Poznań (Polonia)   | Medalla de bronce  | Cuatro sin timonel |
| 2008               | Maratón (Grecia)   | Medalla de oro     | Dos sin timonel    |